# Ceratozamia alvarezii
Ceratozamia alvarezii Pérez-Farr., Vovides & Iglesias, 1999 è una pianta appartenente alla famiglia delle Zamiaceae, endemica del Chiapas (Messico).

## Descrizione
Sono piante con fusto alto appena 10–50 cm e con un diametro di 9–18 cm.

Le foglie, da 4 a 18, sono disposte a corona all'apice del fusto e sono lunghe 50–110 cm; sono composte da 24-62 foglioline lineari, di consistenza coriacea, prive di venatura centrale, lunghe 16–33 cm.

È una specie dioica, con coni maschili peduncolati, di colore giallo-verdastro, di forma ovoidale-cilindrica, lunghi 11–31 cm e di 2.5-4.5 cm di diametro e coni femminili ovoidali, lunghi 14.5–19 cm e larghi 5.7-10.5 cm; i macrosporofilli sono lunghi 28–45 mm, e presentano all'apice due proiezioni cornee, caratteristica di tutte le specie di questo genere.
 
I semi, globosi, sono lunghi 17–25 mm e sono ricoperti da un tegumento inizialmente bianco, che diviene bruno a maturità.

## Distribuzione e habitat
C. alvarezii è una specie endemica dello stato del Chiapas in Messico. Il suo areale è ristretto ad una piccola area vicino Rizo de Oro, nella Sierra Madre de Chiapas.
Il suo habitat tipico sono le foreste di querce con suolo ricco di felci.

## Tassonomia
Assieme a C.norstogii e C.mirandae forma il Ceratozamia norstogii species complex, un gruppo di specie con caratteristiche simili, diffuse nella Sierra Madre del Chiapas.

## Conservazione
La IUCN Red List classifica C. alvarezii come specie in pericolo di estinzione (Endangered).
La specie è inserita nella Appendice I della Convention on International Trade of Endangered Species (CITES).
Parte del suo areale ricade nella Riserva della biosfera di La Sepultura.